# Майса Абд Ельхаді
Майса Абд Ельхаді ( араб. ميساء عبد الهادي ; народилася 15 листопада 1985 року) — палестино-ізраїльська актриса. Її ролі у фільмах «3000 ночей» (2015), «Тель-Авів у вогні» (2018), «Звіти про Сару та Саліма» (2018) та «Газа Мон Кохання» (2020) отримали нагороди та визнання критиків   .
Абд Ельхаді отримала нагороду за найкращу жіночу роль на Дубайському кінофестивалі в 2011 році та на Міжнародному кінофестивалі в Дурбані в 2018 році .

## Біографія
Майса Абд Ельхаді народилася в Назареті, Ізраїль, 15 листопада 1985 року в родині палестинських мусульман.
У віці двадцяти років Майса приєднується до акторської групи і починає виступати з нею в Назареті. Водночас вона навчається в Інституті фізичного виховання та спорту Уінгейт де отримала ступінь бакалавра з гідротерапії. Також Майса працює офіціанткою, де з часом знайомилася з режисером Еліа Сулейманом, який запросить її на зйомку свого фільму «Час, що залишився».
Майса поступила на навчання у Академії виконавських мистецтв у Тель-Авіві, яку закінчила з відзнакою.
Майса Абд Ельхаді 9 травня 2021 року була поранене у ногу ізраїльськими військами під час участі в громадянському протесті в місті Хайфа, Ізраїль. Вона протестувала проти примусового вигнання палестинських сімей із їхніх будинків у районі Шейх-Джарра у Східному Єрусалимі. 

## Кар'єра
Перша роль Абд Ельхаді в кіно була у фільмі Еліа Сулеймана «Час, що залишився» 2009 року. 
У наступні роки вона знялася у таких фільмах, як «Людина без мобільного телефону» у режисера Самеха Зоабі (2010) і «Хабібі Расак Харбан», режисер Сьюзен Юсеф (2011), а також у телевізійних шоу, зокрема «Центр міста» (2011) і «Сирени» (2014).
У 2015 році вона знялась у фільмі Хані Абу-Асада «Ідол», який частково знімали в секторі Гази. Це був перший художній фільм, який знято в цьому районі за останнє десятиліття. Того ж року вона знялась у фільмі Май Масрі «3000 ночей», зігравши головну роль Лаял, однієї з групи палестинських жінок-в’язниць з окупованого Ізраілем Західного берега. У центрі фільму історія про жінку під час ув'язнення, яка спочатку вагітна, потім народжує сина. Фільм отримав визнання критиків.  
В 2016 році Абд Ельхаді дебютувала на лондонській сцені в театрі Arcola, де зіграла у виставі «Сцени з 68 », драматурга Ханни Халіл, де також брав участь Пітер Полікарпу.
У 2018 році Абд Ельхаді знялась у фільмах «Звіти про Сару та Саліма» та «Тель-Авів у вогні», які отримали нагороди та визнання критиків   .

У 2020 році вона зіграла головну роль у міні-серіалі  Baghdad Central компанії Channel 4 режисера Еліс Тротон . Вона грає роль Захри, іракської перекладачки, яка починає працювати з американськими окупаційними силами незабаром після вторгнення в Ірак у 2003 році, тому що їй потрібні гроші. Однак, побачивши, як поводяться американці, вона незабаром розуміє, що зробила серйозну помилку, і приєднується до іракського опору, використовуючи свій доступ до американців і Зеленої зони на свою користь.  В інтерв’ю вона сказала:
Для мене це дуже важливо – митці зобов’язані говорити правду і боротися з пропагандою...Я маю бути чесною щодо своєї героїні, сценарію та Іраку. 
Також у 2020 році Абд Ельхаді знялася в романтичній драмі Газа, любове моя, режисерів Тарзан Нассер, Араб Нассер, прем’єра якої відбулася на Венеціанському кінофестивалі, на якому стрічка отримала схвалення критиків .

## Нагороди
У 2011 році ― за найкращу жіночу роль на Дубайському міжнародному кінофестивалі за роль у фільмі Хабібі Расак Харбан .
У 2016 році  ― за найкращу жіночу роль на фестивалі середземноморського кіно в Аннабі  та на міжнародному кінофестивалі в Дакці за роль у фільмі «3000 ночей»  .
У 2018 році ―  за найкращу жіночу роль на Дурбанському міжнародному кінофестивалі за роль у фільмі «Звіти про Сару та Саліма» . 

## Суперечка
12 жовтня 2023 року Абд Ельхаді була заарештована у Назареті за звинуваченням у «підбурюванні до тероризму та вираженні солідарності з терористичною організацією» у соцмережах.   Міністр внутрішніх справ Ізраїлю Моше Арбель намагався позбавити її ізраїльського громадянства та депортувати.  
29 жовтня того ж року її помістили під домашній арешт.
Провівши рік під домашнім арештом, Абд Ельхаді була звільнена за рішенням магістратського суду Назарета, але їй все одно було заборонено користуватися соціальними мережами, за винятком WhatsApp .

## Вибрана фільмографія
- Час, що залишається (2009)
- Очі злодія (2014)
- 3000 ночей (2015)
- Ідол (2015)
- Поміж (2016)
- Гідний (2016)
- Ангел (2018)
- Звіти про Сару та Саліма (2018)
- Тель-Авів у вогні (2018)
- Центральний Багдад (2020)
- Газа Mon Amour (2020)
- Салон Гуди (2021)